# Дом аспиранта и стажёра МГУ
Дом аспиранта и стажёра (ДАС) — студенческое общежитие Московского государственного университета, расположенное в Академическом районе на пересечении Большой Черёмушкинской улицы и улицы Шверника (дом № 19 по улице Шверника, почтовый индекс 117449). Здание было построено в 1965—1971 как экспериментальный Дом нового быта, но по завершении строительства было передано МГУ и использовалось как гостиница-общежитие для преподавателей, стажёров и аспирантов, а позднее и студентов факультетов МГУ.

## История здания
Здание, которое с 1971 года занимает Дом аспиранта и стажёра, было задумано как социальный и архитектурный эксперимент по созданию массового жилья для страны победившего коммунизма, не учитывающий ограничений текущего момента времени. Первоначально оно именовалось Домом нового быта и было спроектировано группой архитекторов под руководством Натана Остермана, автора экспериментального 9-го квартала Новых Черёмушек, для одиночек и молодых семей. Это ранний пример «архитектуры соучастия», в котором отобранные будущие жильцы непосредственно предлагали варианты инфраструктуры и внутренней организации. Параллельно с архитекторами работали учёные-социологи, изучавшие влияние организации жилой среды на формирование личности и представления советского человека конца 1960-х годов о желаемом жилье.
Дом нового быта должен был стать многофункциональным жилым комплексом с разнообразными общественными пространствами и системой бытового обслуживания, которая избавляла жильцов от обременительного домашнего хозяйства, освобождая время для занятий спортом, хобби и самообразования. Проект Остермана переосмысливал опыт советских домов-коммун 1920-х годов и идеи жилого строительства Ле Корбюзье и, по убеждению самого архитектора, был призван помочь человеку преодолеть одиночество, потерянность и отчуждённость жизни в современном большом городе. Дом нового быта не был серийным проектом, и вопросам стоимости и содержания подобного жилья уделялось сравнительно небольшое внимание.
В двух V-образных 16-этажных корпусах Дома нового быта (ДНБ), где планировалось поселить до 2,5 тысяч человек, были предусмотрены 812 квартир в 1, 2 и 3 комнаты, рассчитанные на проживание 1—4 человек, а семьи большей численности могли претендовать на несколько смежных «жилых ячеек». Планировалось выдавать жильцам квартиры сразу вместе с мебелью и всем необходимым оборудованием, что позволило проектировщикам проработать детали отделки. Все квартиры проектировались с индивидуальным дизайном, который был призван воспитывать вкус жильцов и приучать их к современному образу жизни. Небольшая площадь квартир подразумевала использование встроенной и складной мебели. Отказ от полноценной кухни в пользу «кухонной ниши» с электрической плитой, мойкой и небольшим холодильником компенсировался наличием на каждом этаже общей кухни-столовой на 15—20 человек.
Под общественные пространства в проекте Доме нового быта отводился корпус обслуживания, перемычкой соединяющий жилые корпуса. В комплексе были предусмотрены клубные помещения со зрительным залом, прачечная, мастерская по ремонту одежды и обуви, спортивный зал с бассейном, поликлиника, библиотека с читальными залами, кухня и столовая на 150—200 мест, зимний сад и оранжерея, кафе и бар с бильярдом, детский сад, небольшая гостиница и административно-хозяйственный блок. На крышах домов были задуманы солярии и теневые навесы, танцевальная площадка с эстрадой и места для тихого отдыха на свежем воздухе.
Утопический проект Остермана так и не был воплощён. В 1969 году архитектор скончался в возрасте 53 лет, а программа Дома нового быта была упрощена и сокращена. По окончании строительства комплекс передали Московскому государственному университету под общежитие и гостиницу для молодых преподавателей, аспирантов и стажёров. Новые здания должны были разгрузить общежития в Доме студента в главном здании МГУ. В ведении МГУ комплекс постепенно ветшал, в частности, в 2000-х годах из-за аварийного состояния были закрыты кинозал и бассейн.

### Факультеты
В корпусах живут студенты и абитуриенты нижеследующих факультетов МГУ:
- Институт стран Азии и Африки
- Биологический факультет МГУ
- Исторический факультет МГУ
- Экономический факультет МГУ
- Географический факультет МГУ
- Факультет журналистики МГУ
- Философский факультет МГУ
- Факультет почвоведения МГУ
- Факультет психологии МГУ
- Факультет политологии МГУ
- Факультет глобальных процессов МГУ
- Высшая школа современных социальных наук МГУ
- Социологический факультет МГУ
- Высшая школа культурной политики и управления в гуманитарной сфере
- Факультет фундаментальной физико-химической инженерии МГУ

## В культуре
С Домом аспиранта и стажёра связано много произведений студенческого фольклора. Кадры общежития попадали в известные советские кинофильмы 1970-х годов — «Любить человека» (1972), «Большое космическое путешествие» (1974), «Это мы не проходили» (1975). Здание дважды появляется в кинокартине «Ирония судьбы, или С лёгким паром!» (1975): сперва позади рынка в Новых Черёмушках, где Павлик в исполнении Александра Ширвиндта покупает шампанское и мандарины, а затем во время возвращения Евгения Лукашина в исполнении Андрея Мягкова в Москву, когда главный герой идёт под козырьком корпуса-перемычки под стихотворение Александра Кочеткова «С любимыми не расставайтесь».
В Доме аспиранта и стажёра началась деятельность нескольких музыкальных коллективов. В 1985 году Алексей Борисов и Иван Соколовский впервые выступили здесь в составе своего нового коллектива «Ночной проспект» на пасхальном концерте, в котором также приняли участие группы «Алиса», «Кабинет» (проведение концерта было разрешено комсомольской организацией, чтобы отвлечь молодёжь от церковного праздника). Также в годы обучения в МГУ и проживания в Доме аспиранта и стажёра под впечатлением от протестных акций 2011 года на Болотной площади создавал свои первые композиции рэпер Дмитрий Кузнецов (Хаски).